# Torneo de Viena 2012
El Erste Bank Open 2012 es un torneo de tenis que pertenece a la ATP en la categoría de ATP World Tour 250. El evento se llevará a cabo en Viena, Austria, del 15 de octubre al 21 de octubre del 2012 sobre canchas duras bajo techo.

## Cabezas de serie
| Tenista               | Ranking | No. |
| Juan Martín Del Potro | 8       | 1   |
| Janko Tipsarević      | 9       | 2   |
| Tommy Haas            | 21      | 3   |
| Jurgen Melzer         | 35      | 4   |
| Fabio Fognini         | 45      | 5   |
| Robin Haase           | 51      | 6   |
| Benoît Paire          | 52      | 7   |
| Xavier Malisse        | 57      | 8   |

- Los cabezas de serie, están basados en el ranking ATP del 8 de octubre de 2012.

## Campeones

### Individual Masculino
Juan Martín del Potro venció a  Grega Zemlja por 7-5 6-3.

### Dobles Masculino
Andre Begemann /  Martin Emmrich vs.  Julian Knowle /  Filip Polasek.